# Macaranga kostermansii
Macaranga kostermansii är en törelväxtart som beskrevs av Lily May Perry. Macaranga kostermansii ingår i släktet Macaranga och familjen törelväxter. Inga underarter finns listade i Catalogue of Life.